# Miletus batuensis
Miletus batuensis är en fjärilsart som beskrevs av Hans Fruhstorfer 1914. Miletus batuensis ingår i släktet Miletus och familjen juvelvingar. Inga underarter finns listade i Catalogue of Life.